# Kowloon Rock
Der Kowloon Rock (chinesisch 九龍石, Pinyin Jiǔlóng shí, Jyutping Gau2lung4 sek6) ist eine Felseninsel in der Kowloon Bay in Hongkong. Sie liegt im Osten von Victoria Harbour in der Nähe des Runway des Flughafens Kai Tak.
Administrativ gehört das Eiland zum Kowloon City District. Der Felsen hat keinen Bewuchs und trägt nur ein Positionslicht zur Sicherheit der Schiffe. Mittlerweile liegt der Felsen im Bereich der To Kwa Wan Typhoon Shelter.